# 안재홍 (1989년)
홍고고(본명: 안재홍, 1989년 5월 25일 ~ )는 대한민국의 배우 출신 여행 유튜버이다.

## 학력
- 대경중학교 졸업
- 장충고등학교 졸업

## 출연작

### TV 드라마
- 1993년 MBC 주말드라마 《엄마의 바다》
- 1994년 MBC 월화드라마 《마지막 연인》
- 1995년 SBS 월화드라마 《장희빈》
- 1995년 MBC 주말특별기획드라마 《전쟁과 사랑》
- 1996년 SBS 월화드라마 《만강》
- 1996년 MBC 수목드라마 《미망》
- 1997년 MBC 금요드라마 《베스트극장》
- 1998년 MBC 일일시트콤 《남자 셋 여자 셋》
- 1999년 SBS 아침드라마 《지금은 사랑할 때》
- 1999년 MBC 월화드라마 《왕초》
- 2002년 KBS2 단막극 《드라마시티 - 경찰서여 안녕》
- 2002년 KBS2 단막극 《드라마시티 - 홍시》 … 어린 형섭 역
- 2002년 KBS2 수목드라마 《장희빈》... 어린 숙종 역
- 2004년 KBS2 수목드라마 《해신》

### 영화
- 1996년 《악어》 … 앵벌이 역
- 1998년 《기막힌 사내들》 … 철영 역
- 2000년 《반칙왕》 … 상대 선수 역
- 2000년 《호모 파베르》
- 2002년 《몽정기》 … 영재 역
- 2003년 《보리울의 여름》 … 창수 역
- 2006년 《무도리》 … 희재 역

## 개요
아역 배우 출신으로, 2015년 7월에 교통사고를 당하고 혼수상태에 빠져있었다고 한다. 퇴원 후, 3개월 동안 일을 하여 500만원을 받고 세계여행을 시작하였다. 2017년 대만 워킹홀리데이중 우연히 시작한 아프리카tv BJ를 시작으로 인터넷 방송인의 삶이 시작되었다. 현재는 유튜브를 메인으로 방송하고 있다.
홍고고(Honggogo)란 이름은 본명인 안재홍의 끝자인 "홍(Hong)"과 "어디든지 가자"라는 느낌의 고고(GOGO)를 합쳐 탄생한 이름이다.